# Luddyzm

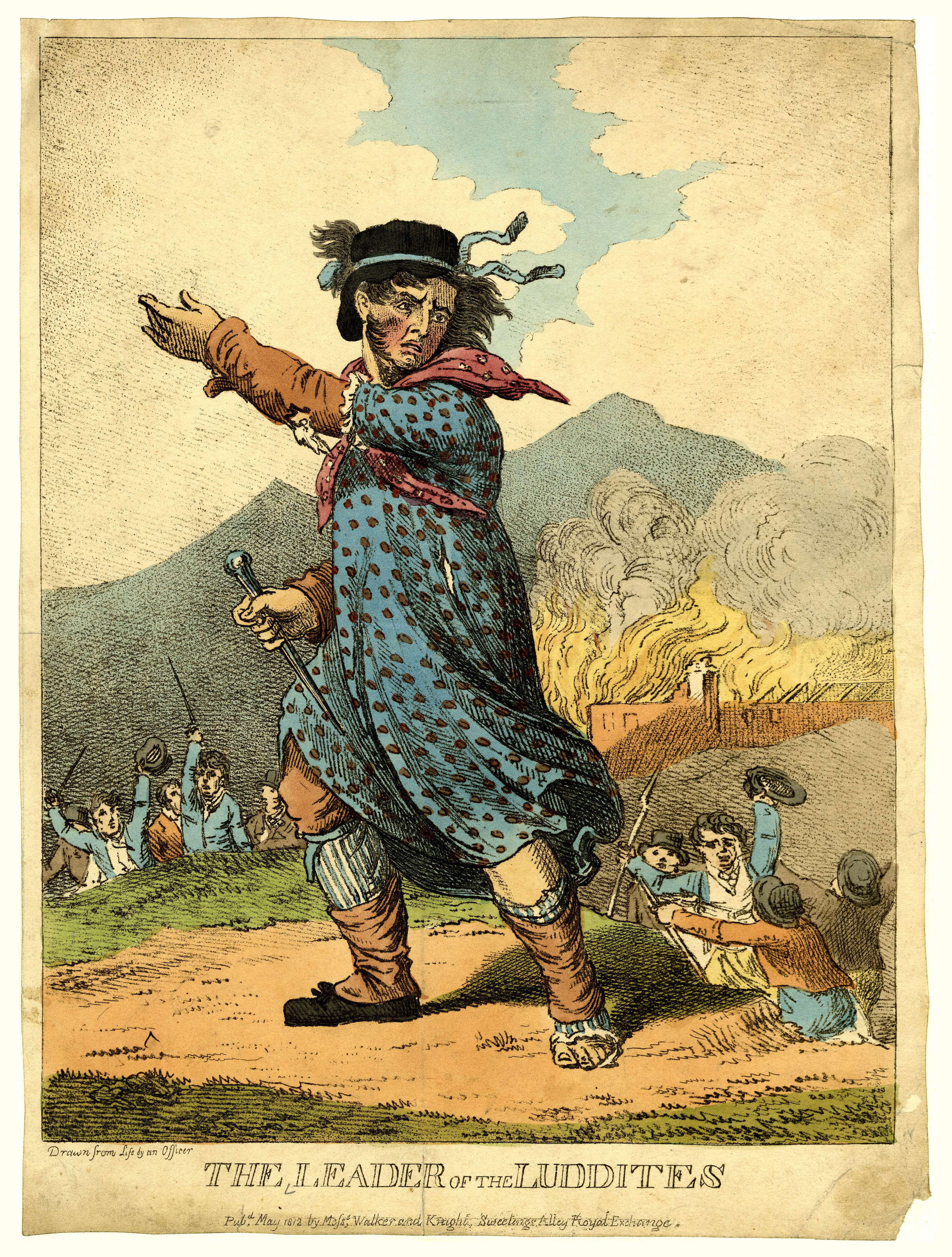
Ned Ludd

Luddyzm (ang. Luddite) – angielski radykalny ruch społeczny z początkowego okresu rewolucji przemysłowej (1811–1813), którego przedstawiciele składali się głównie z wolnych chałupników, rzemieślników i tkaczy. Luddyści protestowali przeciwko zmianom sposobu ich życia i nowej etyce pracy, które zostały spowodowane przez wynalezienie maszyn tkackich. Ich działalność sprowadzała się do niszczenia krosen.
Nazwa luddyzm, luddyści pochodzi od nazwiska, być może fikcyjnego Generała (lub Króla) Neda Ludda, przywódcy luddystów. Organizowali nocne napady na tkalnie w celu niszczenia krosen między innymi w Nottingham, Middleton, Yorkshire i w Manchesterze. Ich działalność spowodowała straty szacowane na 1,5 miliona ówczesnych funtów.
W odpowiedzi na falę luddyzmu parlament brytyjski uchwalił w 1812 roku ustawę Frame-Breaking Act, według której niszczenie maszyn stało się przestępstwem zagrożonym karą śmierci. Przeciwnikiem ustawy był między innymi arystokrata i poeta George Byron. W 1812 roku na mocy tej ustawy stracono w Yorku siedemnastu mężczyzn, a wielu zwolenników ruchu deportowano do Australii.
W 1861 roku charakter luddyzmu przybrał bunt łódzkich tkaczy (tak zwany luddyzm łódzki), skierowany przeciwko nowoczesnym maszynom tkackim. Było to jedno z nielicznych tego typu wystąpień na ziemiach polskich.
Nowoczesną formę luddyzmu prezentowały niektóre związki zawodowe sprzeciwiające się innowacjom, które mogłyby – ich zdaniem – prowadzić do wyparcia pracy ludzkiej przez maszynową, na przykład amerykańskie związki zawodowe malarzy zakazywały swoim członkom stosowanie pneumatycznych rozpylaczy do farby.
Współcześnie tak zwany neoluddyzm przejawia się niechęcią wobec techniki i informatyzacji, wskazując też na uzależnienie pracowników wobec firm i międzynarodowych korporacji.